# Cullumanobombus
Cullumanobombus es un subgénero de abejorros perteneciente al género Bombus.

## Hábitat y distribución.
Se distribuyen por toda Europa exceptuando el sur de la península ibérica e Italia, por el norte de Asia, por todo Norte y Centroamérica, por Venezuela y por prácticamente en los Andes en su totalidad. Habitan en praderas alpinas, prados de montaña, praderas abiertas y hábitats semidesérticos; donde nidifican tanto en la superficie tanto bajo tierra.

## Reproducción
Los machos de unas pocas especies con ojos no agrandados en relación con las hembras pueden patrullar circuitos de marcas de feromonas. Pero los machos de muchas especies tienen ojos compuestos agrandados y revolotean o se posan antes de correr tras sus posibles parejas. Los machos de B. griseocollis se posan y se reproducen, pero parecen evitar el contacto con otros machos, por lo que no son verdaderamente territoriales.

## Especies
- Bombus baeri

- Bombus brachycephalus

- Bombus coccineus

- Bombus crotchii

- Bombus cullumanus

- Bombus ecuadorius

- Bombus fraternus

- Bombus funebris (ahora considerado en el subgénero Funebribombus)

- Bombus griseocollis

- Bombus handlirschi

- Bombus haueri

- Bombus hortulanus

- Bombus macgregori

- Bombus melaleucus

- Bombus morrisoni

- Bombus robustus

- Bombus rohweri

- Bombus rubicundus

- Bombus rufocinctus

- Bombus semenoviellus

- Bombus tucumanus

- Bombus unicus

- Bombus vogti[2]